# Kaum al-Lufi
Kaum al-Lufi – miejscowość w Egipcie, w muhafazie Al-Minja, w dystrykcie Samalut. W 2006 roku liczyła 7147 mieszkańców.